# Nicolette Smabers
Nicolette Smabers (Den Haag, 4 mei 1948) is een Nederlandse schrijfster.

## Biografie
Smabers woonde en werkte tot haar 21e in Den Haag. Ze studeerde Nederlandse taal- en letterkunde en filosofie aan de Universiteit van Amsterdam. Na haar studie werkte ze een aantal jaren als lerares Nederlands in Nijmegen. In 1984 vestigde zij zich in Limburg, sinds 2006 woont ze weer in Den Haag.
In 1983 debuteerde ze met de verhalenbundel De Franse tuin. Daarna verschenen achtereenvolgens de raamvertelling Portret van mijn engel, en de novelle Chinezen van glas.
Tussen 1992 en 2004 publiceerde zij voornamelijk voor kinderen, onder meer Willibrord de Haas en de dieren van het Benedenbos en Het kroondomein van Pappenheim. Het educatieve werk verscheen sinds 2001 onder de naam Colette Li.
In 2001 pakte zij de draad van haar werk voor volwassenen weer op met een bundel korte prozaschetsen: Het plein Bijzonder en Gewoon (met tekeningen van Han Janken). Daarna volgenden de romans Stiefmoeder (2003) en De man van gas en licht (2009). In 2004 werden haar eerste drie boeken opnieuw uitgegeven met de titel De Franse tuin. Verhalen en novellen.

## Prijzen
- 1992: Halewynprijs[1]